# Sex, Love and Rock ’n’ Roll
Sex, Love and Rock 'n' Roll — шестой студийный альбом американской панк-рок-группы Social Distortion, выпущенный в 2004 году.

## Об альбоме
Sex, Love and Rock 'n' Roll первый за восемь лет студийный альбом группы, предыдущий White Light, White Heat, White Trash был выпущен в 1996 году. Изначально, альбом должен был выйти осенью 2000 года, но он не был готов к намеченному сроку, и официальный релиз состоялся 28 сентября 2004 года. Альбом посвящён памяти бывшего гитариста Денниса Дэнелла, являющегося вторым бессменным участником группы с 1979 года (после основателя Майка Несса), который скончался в феврале 2000 года. По сути, альбом является своеобразным панегириком Дэнеллу.
Открывающая альбом песня «Reach for the Sky» в конце 2004 года была издана в качестве сингла и стала одним из крупнейших хитов группы. Она получила поддержку на радио и достигла 27 места в чарте Billboard Modern Rock Tracks.

## Список композиций
- Все песни написаны Майком Нессом, кроме отмеченных отдельно.

1. «Reach for the Sky» — 3:31
2. «Highway 101» — 3:44
3. «Don’t Take Me for Granted» — 3:47
4. «Footprints on My Ceiling» — 5:08
5. «Nickels and Dimes» (Викершэм/Несс) — 3:05
6. «I Wasn’t Born to Follow» — 2:55
7. «Winners and Losers» — 4:45
8. «Faithless» (Викершэм/Несс) — 3:02
9. «Live Before You Die» — 2:47
10. «Angel’s Wings» (Викершэм/Несс) — 4:59

## Участники записи
- Майк Несс — вокал, гитара
- Джон Маурер — бас-гитара
- Чарли Куинтана — ударные
- Джонни Викершэм — гитара
- Дэн Макгаф — B3 орган

## Чарты

### Альбом
- 16 октября 2004 года — 31 место в чарте Billboard 200.

### Синглы
| Год  | Название                    | Чарт               | Позиция |
| ---- | --------------------------- | ------------------ | ------- |
| 2004 | «Reach for the Sky»         | Modern Rock Tracks | 27      |
| 2005 | «Highway 101»               | Modern Rock Tracks | 39      |
| 2005 | «Don’t Take Me for Granted» | Modern Rock Tracks | 34      |